# Lliga de Campions de la UEFA 2020–21
La Lliga de Campions de la UEFA 2020–21 és la 66a edició del màxim torneig de futbol europeu per a clubs organitzat per la UEFA, així com la 29ena edició des que va canviar el nom de Copa d'Europa pel de Lliga de Campions.
La final de la competició es disputà a l'Estádio do Dragão, Porto.
El guanyador del torneig jugarà contra l'equip guanyador de la Lliga Europa de la UEFA 2020–21 la Supercopa d'Europa de futbol 2021. També guanyarà directament una plaça per la fase de grups de la Lliga de Campions de la UEFA 2021–22.
El campió defensor és el FC Bayern de Múnic.

## Distribució d'equips per federacions
Un total de 79 equips de 54 de les 55 federacions nacionals participen en aquesta edició. Liechtenstein no organitza una lliga domèstica i cap equip de Liechtenstein es classifica pel torneig. Depenent dels seus respectius coeficients UEFA, les federacions tenen un nombre determinat de places.

### Classificació de les federacions de la UEFA
| Posició | Associació      | Coef.   | Equips |
| ------- | --------------- | ------- | ------ |
| 1       | Espanya         | 103,569 | 4      |
| 2       | Anglaterra      | 85,462  | 4      |
| 3       | Itàlia          | 74,725  | 4      |
| 4       | Alemanya        | 71,927  | 4      |
| 5       | França          | 58,498  | 3      |
| 6       | Rússia          | 50,549  | 3      |
| 7       | Portugal        | 48,232  | 2      |
| 8       | Bèlgica         | 39,900  | 2      |
| 9       | Ucraïna         | 38,900  | 2      |
| 10      | Turquia         | 34,600  | 2      |
| 11      | Països Baixos   | 32,433  | 2      |
| 12      | Àustria         | 31,250  | 2      |
| 13      | República Txeca | 28,675  | 2      |
| 14      | Grècia          | 27,600  | 2      |
| 15      | Croàcia         | 27,375  | 2      |
| 16      | Dinamarca       | 27,025  | 1      |
| 17      | Suïssa          | 26,900  | 1      |
| 18      | Xipre           | 24,925  | 1      |
| 19      | Sèrbia          | 22,250  | 1      |

| Posició | Associació    | Coef.  | Equips |
| ------- | ------------- | ------ | ------ |
| 20      | Escòcia       | 22,125 | 1      |
| 21      | Belarús       | 21,875 | 1      |
| 22      | Suècia        | 20,900 | 1      |
| 23      | Noruega       | 20,200 | 1      |
| 24      | Kazakhstan    | 19,250 | 1      |
| 25      | Polònia       | 19,250 | 1      |
| 26      | Azerbaidjan   | 19,000 | 1      |
| 27      | Israel        | 18.625 | 1      |
| 28      | Bulgària      | 17,500 | 1      |
| 29      | Romania       | 15,950 | 1      |
| 30      | Eslovàquia    | 15,625 | 1      |
| 31      | Eslovènia     | 15,000 | 1      |
| 32      | Liechtenstein | 13,500 | 0      |
| 33      | Hongria       | 10,500 | 1      |
| 34      | Macedònia     | 8,000  | 1      |
| 35      | Moldàvia      | 7,750  | 1      |
| 36      | Albània       | 7,500  | 1      |
| 37      | Irlanda       | 7,450  | 1      |

| Posició | Associació           | Coef. | Equips |
| ------- | -------------------- | ----- | ------ |
| 38      | Finlàndia            | 7,275 | 1      |
| 39      | Islàndia             | 7,250 | 1      |
| 40      | Bòsnia i Hercegovina | 7,125 | 1      |
| 41      | Lituània             | 6,750 | 1      |
| 42      | Letònia              | 5,625 | 1      |
| 43      | Luxemburg            | 5,500 | 1      |
| 44      | Armènia              | 5,250 | 1      |
| 45      | Malta                | 5,125 | 1      |
| 46      | Estònia              | 5,000 | 1      |
| 47      | Geòrgia              | 4,750 | 1      |
| 48      | Gal·les              | 4,125 | 1      |
| 49      | Montenegro           | 4,125 | 1      |
| 50      | Illes Fèroe          | 4,000 | 1      |
| 51      | Gibraltar            | 4,000 | 1      |
| 52      | Irlanda del Nord     | 3,875 | 1      |
| 53      | Kosovo               | 2,500 | 1      |
| 54      | Andorra              | 1,831 | 1      |
| 55      | San Marino           | 0.666 | 1      |

## Equips
| Bayern de Múnic     | Sevilla               | Reial Madrid    | FC Barcelona             |
| Atlètic de Madrid   | Liverpool             | Manchester City | Manchester United FC     |
| Chelsea FC          | Juventus FC           | Inter de Milà   | Atalanta                 |
| Lazio               | Borussia Dortmund     | RB Leipzig      | Borussia Mönchengladbach |
| Paris Saint-Germain | Olympique de Marsella | Stade Rennes    | Zenit Sant Petersburg    |
| Lokomotiv Moscou    | Porto                 | Club Bruges     |                          |
| Xakhtar Donetsk     | Istanbul Başakşehir   | Ajax            |                          |

| Ruta dels Campions | Ruta dels Campions | Ruta de les Lligues | Ruta de les Lligues |
| ------------------ | ------------------ | ------------------- | ------------------- |
| Red Bull Salzburg  | Slavia Praga       | FC Krasnodar        |                     |
| Olympiakos FC      |                    |                     |                     |

| Ruta dels Campions | Ruta dels Campions | Ruta de les Lligues | Ruta de les Lligues |
| ------------------ | ------------------ | ------------------- | ------------------- |
|                    |                    | Benfica             | Gent                |
|                    |                    | Dynamo Kíev         |                     |

| Ruta dels Campions | Ruta dels Campions | Ruta de les Lligues | Ruta de les Lligues |
| ------------------ | ------------------ | ------------------- | ------------------- |
| Dinamo de Zagreb   | Midtjylland        | Beşiktaş            | AZ Alkmaar          |
| Young Boys         |                    | Rapid Viena         | Viktoria Plzeň      |
|                    |                    | PAOK Salònica FC    | Lokomotiva          |

| Omonia            | Estrella Roja        | Celtic              | Dinamo Brest   |
| Djurgårdens IF    | Molde                | Astana              | Legia Varsòvia |
| Qarabağ           | Maccabi Tel Aviv     | Ludogorets Razgrad  | CFR Cluj       |
| Slovan Bratislava | Celje                | Ferencváros         | Sileks         |
| Sheriff Tiraspol  | Tirana               | Dundalk             | KuPS           |
| KR                | Sarajevo             | Sūduva              | Riga           |
| Fola Esch         | Ararat-Armenia       | Floriana            | Flora          |
| Dinamo Tbilisi    | Connah's Quay Nomads | Budućnost Podgorica | KÍ             |
| Europa            |                      |                     |                |

| Linfield | Drita | Inter Club d'Escaldes | Tre Fiori |

## Dates de les Rondes i Sorteig
El calendari de la competició és el següent. Tots els sorteigs es duran a terme a Nyon, llevat que s'indiqui el contrari.
Tots els partits de classificació, excepte la ronda de play-off, es disputaran com a partits d'una sola partida, acollits per un dels equips decidits per sorteig (excepte la ronda preliminar que es va jugar a la sala neutral) i es disputaran a porta tancada.
| Fase          | Ronda                          | Data de Sorteig             | Anada                                        | Tornada                                      |
| ------------- | ------------------------------ | --------------------------- | -------------------------------------------- | -------------------------------------------- |
| Preliminar    | Ronda Preliminar               | 17 de juliol 2020           | 8 d'agost 2020 (semifinal)                   | 11 d'agost 2020 (final)                      |
| Classificació | Primera Ronda de Classificació | 9 d'agost 2020              | 18-19 d'agost 2020                           | 18-19 d'agost 2020                           |
| Classificació | Segona Ronda de Classificació  | 10 d'agost 2020             | 25-26 d'agost 2020                           | 25-26 d'agost 2020                           |
| Classificació | Tercera Ronda de Classificació | 31 d'agost 2020             | 15-16 de setembre 2020                       | 15-16 de setembre 2020                       |
| Eliminatòries | Eliminatòries                  | 1 de setembre 2020          | 22-23 de setembre 2020                       | 29-30 de setembre 2020                       |
| Fase de grups | Dia del partit 1               | 1 d'octobre 2020 (a Atenes) | 20-21 d'octobre 2020                         | 20-21 d'octobre 2020                         |
| Fase de grups | Dia del partit 2               | 1 d'octobre 2020 (a Atenes) | 27-28 d'octubre 2020                         | 27-28 d'octubre 2020                         |
| Fase de grups | Dia del partit 3               | 1 d'octobre 2020 (a Atenes) | 3-4 de novembre 2020                         | 3-4 de novembre 2020                         |
| Fase de grups | Dia del partit 4               | 1 d'octobre 2020 (a Atenes) | 24-25 de novembre 2020                       | 24-25 de novembre 2020                       |
| Fase de grups | Dia del partit 5               | 1 d'octobre 2020 (a Atenes) | 1 de desembre 2020                           | 1 de desembre 2020                           |
| Fase de grups | Dia del partit 6               | 1 d'octobre 2020 (a Atenes) | 8-9 de desembre 2020                         | 8-9 de desembre 2020                         |
| Eliminatòries | Vuitens                        | 14 de desembre 2020         | 16–17 i 23–24 de febrer 2021                 | 9-10 i 16-17 de març 2021                    |
| Eliminatòries | Quarts de final                | 19 de març 2021             | 6-7 d'abril 2021                             | 13-14 d'abril 2021                           |
| Eliminatòries | Semifinals                     | 19 de març 2021             | 27-28 d'abril 2021                           | 4-5 de maig 2021                             |
| Eliminatòries | Final                          | 19 de març 2021             | 29 de maig 2021 a l'Estádio do Dragão, Porto | 29 de maig 2021 a l'Estádio do Dragão, Porto |

## Ronda Preliminar
A la ronda preliminar, es van designar dos equips caps de sèrie, en funció dels coeficients de club de la UEFA del 2019 i van disputar una semifinal i un final. Els perdedors entren a la segona ronda de classificació de la Lliga Europa de 2020-21.
El sorteig de la ronda preliminar es va celebrar l'17 de juny de 2020, on es van decidir els aparellaments i la seu dels partits. Les semifinals es van jugar el 8 d'agost. Tots els partits van ser al Centre Sportif de Colovray, a Nyon, Suïssa. La final estava prevista per a l'11 d'agost, però es va cancel·lar.
| Equip 1   | Marcador | Equip 2               |
| --------- | -------- | --------------------- |
| Tre Fiori | 0-2      | Linfield              |
| Drita     | 2-1      | Inter Club d'Escaldes |

| Equip 1 | Marcador    | Equip 2  |
| ------- | ----------- | -------- |
| Drita   | 0-3 (ator.) | Linfield |

1. ↑  La final de la ronda preliminar entre Drita i Linfield, inicialment prevista per a disputar-se l'11 d'agost de 2020, no es va poder disputar a causa que dos jugadors de Drita es posessin positivament per a SARS-CoV-2 i tot l'equip posat en quarantena per les autoritats suïsses.[4]

## Rondes de Classificació
En les rondes de classificació, els equips es divideixen en grups basat en els seus coeficients UEFA. Equips d'una mateixa federació no poden jugar un contra l'altre.

### Primera Ronda de Classificació
Un total de 34 equips juguen en la primera ronda de classificació. El sorteig de la primera ronda es va dur a terme el 9 d'agost de 2020. Els partits es van jugar els dies 18 i 19 d'agost de 2020.
| Equip 1              | Marcador           | Equip 2            |
| -------------------- | ------------------ | ------------------ |
| Ferencvárosi TC      | 2–0                | Djurgårdens IF     |
| Celtic               | 6–0                | KR                 |
| Legia Varsòvia       | 1–0                | Linfield           |
| Sheriff Tiraspol     | 2–0                | Fola Esch          |
| Connah's Quay Nomads | 0–2                | Sarajevo           |
| Estrella Roja        | 5–0                | Europa             |
| Budućnost Podgorica  | 1–3                | Ludogorets Razgrad |
| Ararat-Armenia       | 0–1 (prò.)         | Omonia             |
| Floriana             | 0–2                | CFR Cluj           |
| Maccabi Tel Aviv     | 2–0                | Riga               |
| Qarabağ              | 4–0                | Sileks             |
| Dinamo Tbilisi       | 0–2                | Tirana             |
| Dinamo Brest         | 6–3                | Astana             |
| Molde                | 5–0                | KuPS               |
| Flora                | 1–1 (prò.) (2–4 p) | Sūduva             |
| Celje                | 3–0                | Dundalk            |
| KÍ                   | 3–0 (ator.)        | Slovan Bratislava  |

1. ↑  El primer partit de classificació entre KÍ i Slovan Bratislava, inicialment previst el 19 d'agost de 2020, es va ajornar el 21 d'agost de 2020 a causa d'un membre del personal de Slovan Bratislava. resultat positiu per a SARS-CoV-2 i tot l'equip que es va posar en quarantena per les autoritats de Feroe.[5] El 21 d'agost, el partit no es va poder disputar a causa que un altre jugador de Slovan Bratislava demostrés positiu per SARS-CoV-2 i tot el segon equip posat en quarantena per les autoritats de Feroe.[6][7] Posteriorment a la UEFA se li va adjudicar KÍ una victòria tècnia de 3-0 segons la normativa relacionada amb COVID-19.[8][9]

### Segona Ronda de Classificació
Un total de 26 equips juguen en la segona ronda de classificació, 20 equips a la ruta de campions i sis equips a la ruta de les lligues. El sorteig de la primera ronda es va dur a terme el 10 d'agost de 2020. Els partits es van jugar els dies 25 i 26 d'agost de 2020.
| Equip 1            | Marcador           | Equip 2          |
| ------------------ | ------------------ | ---------------- |
| CFR Cluj           | 2–2 (prò.) (5–6 p) | Dinamo de Zagreb |
| Young Boys         | 3–1                | KÍ               |
| Celtic             | 1–2                | Ferencvárosi TC  |
| Sūduva             | 0–3                | Maccabi Tel Aviv |
| Legia Varsòvia     | 0–2 (prò.)         | Omonia           |
| Celje              | 1–2                | Molde            |
| Ludogorets Razgrad | 0–1                | Midtjylland      |
| Dinamo Brest       | 2–1                | Sarajevo         |
| Qarabağ            | 2–1                | Sheriff Tiraspol |
| Tirana             | 0–1                | Estrella Roja    |

| Equip 1          | Marcador   | Equip 2        |
| ---------------- | ---------- | -------------- |
| AZ Alkmaar       | 3–1 (prò.) | Viktoria Plzeň |
| PAOK Salònica FC | 3–1        | Beşiktaş JK    |
| Lokomotiva       | 0–1        | Rapid Viena    |

### Tercera Ronda de Classificació
Un total de 16 equips jugaran la tercera ronda de classificació: 12 equips a la ruta de campions i sis equips a la ruta de les lligues. Els partits es jugaran els dies 15 i 16 de setembre de 2020.
Ruta dels Campions
| Grup 1: - Dinamo de Zagreb CC: 33.500 - Young Boys CC: 25.500 - Estrella Roja CC: 22.750 - Qarabağ CC: 21.000 - Maccabi Tel Aviv CC: 16.500 | Grup 2: - Molde CC: 15.000 - Midtjylland CC: 14.500 - Ferencvárosi TC CC: 9.000 - Omonia CC: 5.350 - Dinamo Brest CC: 3.775 |

Ruta de les Lligues
| Grup 1: - Benfica CC: 70.000 - Dinamo de Kíev CC: 55.000 - Gent CC: 39.500 | Grup 2: - Rapid Viena CC: 22.000 - PAOK Salònica FC CC: 21.000 - AZ Alkmaar CC: 18.500 |

## Ronda de play-off
Un total de 12 equips jugaran la ronda de play-off, l'última abans de la fase de grups: vuit equips classificats per la ruta de campions, tres equips per la ruta de les lligues i un equip que entren en aquesta ronda, al quadre dels campions: l'FK Krasnodar. El sorteig es faran l'1 de setembre de 2020. Els partits d'anada es van jugar els dies 22 i 23 de setembre de 2020. Els partits de tornada es jugaran el 29 i 30 de setembre de 2020.

## Fase de Grups
Hi participaran 32 equips: sis equips classificats des de la ronda de play-off i 26 equips classificats directament per aquesta fase. Aquests 32 equips es divideixen en vuit grups de quatre. Pel sorteig els equips es divideixen en quatre bombos.
| Bombo 1 - Bayern de MúnicC CC: 136.000 - SevillaLE CC: 102.000 - Reial Madrid CC: 134.000 - Liverpool CC: 99.000 - Juventus FC CC: 117.000 - Paris Saint-Germain CC: 113.000 - Zenit Sant Petersburg CC: 64.000 - Porto CC: 75.000 | Pot 2 - FC Barcelona CC: 128.000 - Atlètic de Madrid CC: 127.000 - Manchester City CC: 116.000 - Manchester United FC CC: 100.000 - Xakhtar Donetsk CC: 85.000 - Borussia Dortmund CC: 85.000 - Chelsea FC CC: 83.000 | Bombo 2 o 3 - AFC Ajax CC: 69.500 Pot 3 - RB Leipzig CC: 49.000 - Inter de Milà CC: 44.000 - Lazio CC: 41.000 - Atalanta CC: 33.500 | Bombo 3 o 4 - Lokomotiv Moscou CC: 33.000 - Olympique de Marsella CC: 31.000 - Club Bruges CC: 28.500 - Borussia Mönchengladbach CC: 26.000 Bombo 4 - İstanbul Başakşehir CC: 21.500 - Stade Rennais FC CC: 14.000 |

### Grup A
| Equip             | Pt | J | V | D | P | GM | GC | DG  |
| ----------------- | -- | - | - | - | - | -- | -- | --- |
| Bayern de Múnic   | 16 | 6 | 5 | 1 | 0 | 18 | 5  | +13 |
| Atlètic de Madrid | 9  | 6 | 2 | 3 | 1 | 7  | 8  | -1  |
| Salzburg          | 4  | 6 | 1 | 1 | 4 | 10 | 17 | -7  |
| Lokomotiv Moscou  | 3  | 6 | 0 | 3 | 3 | 5  | 10 | -5  |

| Equip 1           | Marcador | Equip 2           |
| 1a dia            | 1a dia   | 1a dia            |
| ----------------- | -------- | ----------------- |
| Salzburg          | 2 - 2    | Lokomotiv Moscou  |
| Bayern de Múnic   | 4 - 0    | Atlètic de Madrid |
| 2ª dia            |          |                   |
| Lokomotiv Moscou  | 1 - 2    | Bayern de Múnic   |
| Atlètic de Madrid | 3 - 2    | Salzburg          |
| 3ª dia            |          |                   |
| Lokomotiv Moscou  | 1 - 1    | Atlètic de Madrid |
| Salzburg          | 2 - 6    | Bayern de Múnic   |
| 4ª dia            |          |                   |
| Atlètic de Madrid | 0 - 0    | Lokomotiv Moscou  |
| Bayern de Múnic   | 3 - 1    | Salzburg          |
| 5ª dia            |          |                   |
| Lokomotiv Moscou  | 1 - 3    | Salzburg          |
| Atlètic de Madrid | 1 - 1    | Bayern de Múnic   |
| 6ª dia            |          |                   |
| Bayern de Múnic   | 2 - 0    | Lokomotiv Moscou  |
| Salzburg          | 0 - 2    | Atlètic de Madrid |

### Grup B
| Equip                    | Pt | J | V | D | P | GM | GC | DG |
| ------------------------ | -- | - | - | - | - | -- | -- | -- |
| Reial Madrid             | 10 | 6 | 3 | 1 | 2 | 11 | 9  | +2 |
| Borussia Mönchengladbach | 8  | 6 | 2 | 2 | 2 | 16 | 9  | +7 |
| Xakhtar Donetsk          | 8  | 6 | 2 | 2 | 2 | 5  | 12 | -7 |
| Inter                    | 6  | 6 | 1 | 3 | 2 | 7  | 9  | -2 |

| Equip 1                  | Marcador | Equip 2                  |
| 1a dia                   | 1a dia   | 1a dia                   |
| ------------------------ | -------- | ------------------------ |
| Reial Madrid             | 2 - 3    | Xakhtar Donetsk          |
| Inter                    | 2 - 2    | Borussia Mönchengladbach |
| 2ª dia                   |          |                          |
| Xakhtar Donetsk          | 0 - 0    | Inter                    |
| Borussia Mönchengladbach | 2 - 2    | Reial Madrid             |
| 3ª dia                   |          |                          |
| Xakhtar Donetsk          | 0 - 6    | Borussia Mönchengladbach |
| Reial Madrid             | 3 - 2    | Inter                    |
| 4ª dia                   |          |                          |
| Borussia Mönchengladbach | 4 - 0    | Xakhtar Donetsk          |
| Inter                    | 0 - 2    | Reial Madrid             |
| 5ª dia                   |          |                          |
| Xakhtar Donetsk          | 2 - 0    | Reial Madrid             |
| Borussia Mönchengladbach | 2 - 3    | Inter                    |
| 6ª dia                   |          |                          |
| Reial Madrid             | 2 - 0    | Borussia Mönchengladbach |
| Inter                    | 0 - 0    | Xakhtar Donetsk          |

### Grup C
| Equip                 | Pt | J | V | D | P | GM | GC | DG  |
| --------------------- | -- | - | - | - | - | -- | -- | --- |
| Manchester City       | 16 | 6 | 5 | 1 | 0 | 13 | 1  | +12 |
| Porto                 | 13 | 6 | 4 | 1 | 1 | 10 | 3  | +7  |
| Olympiakos FC         | 3  | 6 | 1 | 0 | 5 | 2  | 10 | -8  |
| Olympique de Marsella | 3  | 6 | 1 | 0 | 5 | 2  | 13 | -11 |

| Equip 1               | Marcador | Equip 2               |
| 1a dia                | 1a dia   | 1a dia                |
| --------------------- | -------- | --------------------- |
| Manchester City       | 3 - 1    | Porto                 |
| Olympiakos FC         | 1 - 0    | Olympique de Marsella |
| 2ª dia                |          |                       |
| Porto                 | 2 - 0    | Olympiakos FC         |
| Olympique de Marsella | 0 - 3    | Manchester City       |
| 3ª dia                |          |                       |
| Manchester City       | 3 - 0    | Olympiakos FC         |
| Porto                 | 3 - 0    | Olympique de Marsella |
| 4ª dia                |          |                       |
| Olympiakos FC         | 0 - 1    | Manchester City       |
| Olympique de Marsella | 0 - 2    | Porto                 |
| 5ª dia                |          |                       |
| Olympique de Marsella | 2 - 1    | Olympiakos FC         |
| Porto                 | 0 - 0    | Manchester City       |
| 6ª dia                |          |                       |
| Manchester City       | 3 - 0    | Olympique de Marsella |
| Olympiakos FC         | 0 - 2    | Porto                 |

### Grup D
| Equip       | Pt | J | V | D | P | GM | GC | DG |
| ----------- | -- | - | - | - | - | -- | -- | -- |
| Liverpool   | 13 | 6 | 4 | 1 | 1 | 10 | 3  | +7 |
| Atalanta    | 11 | 6 | 3 | 2 | 1 | 10 | 8  | +2 |
| AFC Ajax    | 7  | 6 | 2 | 1 | 3 | 7  | 7  | 0  |
| Midtjylland | 2  | 6 | 0 | 2 | 4 | 4  | 13 | -9 |

| Equip 1     | Marcador | Equip 2     |
| 1a dia      | 1a dia   | 1a dia      |
| ----------- | -------- | ----------- |
| AFC Ajax    | 0 - 1    | Liverpool   |
| Midtjylland | 0 - 4    | Atalanta    |
| 2ª dia      |          |             |
| Liverpool   | 2 - 0    | Midtjylland |
| Atalanta    | 2 - 2    | AFC Ajax    |
| 3ª dia      |          |             |
| Midtjylland | 1 - 2    | AFC Ajax    |
| Atalanta    | 0 - 5    | Liverpool   |
| 4ª dia      |          |             |
| Liverpool   | 0 - 2    | Atalanta    |
| AFC Ajax    | 3 - 1    | Midtjylland |
| 5ª dia      |          |             |
| Liverpool   | 1 - 0    | AFC Ajax    |
| Atalanta    | 1 - 1    | Midtjylland |
| 6ª dia      |          |             |
| AFC Ajax    | 0 - 1    | Atalanta    |
| Midtjylland | 1 - 1    | Liverpool   |

### Grup E
| Equip      | Pt | J | V | D | P | GM | GC | DG  |
| ---------- | -- | - | - | - | - | -- | -- | --- |
| Chelsea FC | 14 | 6 | 4 | 2 | 0 | 14 | 2  | +12 |
| Sevilla    | 13 | 6 | 4 | 1 | 1 | 9  | 8  | +1  |
| Krasnodar  | 5  | 6 | 1 | 2 | 3 | 6  | 11 | -5  |
| Rennes     | 1  | 6 | 0 | 1 | 5 | 3  | 11 | -8  |

| Equip 1    | Marcador | Equip 2    |
| 1a dia     | 1a dia   | 1a dia     |
| ---------- | -------- | ---------- |
| Chelsea FC | 0 - 0    | Sevilla    |
| Rennes     | 1 - 1    | Krasnodar  |
| 2ª dia     |          |            |
| Krasnodar  | 0 - 4    | Chelsea FC |
| Sevilla    | 1 - 0    | Rennes     |
| 3ª dia     |          |            |
| Sevilla    | 3 - 2    | Krasnodar  |
| Chelsea FC | 3 - 0    | Rennes     |
| 4ª dia     |          |            |
| Krasnodar  | 1 - 2    | Sevilla    |
| Rennes     | 1 - 2    | Chelsea FC |
| 5ª dia     |          |            |
| Krasnodar  | 1 - 0    | Rennes     |
| Sevilla    | 0 - 4    | Chelsea FC |
| 6ª dia     |          |            |
| Chelsea FC | 1 - 1    | Krasnodar  |
| Rennes     | 1 - 3    | Sevilla    |

### Grup F
| Equip                 | Pt | J | V | D | P | GM | GC | DG |
| --------------------- | -- | - | - | - | - | -- | -- | -- |
| Borussia Dortmund     | 13 | 6 | 4 | 1 | 1 | 12 | 5  | +7 |
| Lazio                 | 10 | 6 | 2 | 4 | 0 | 11 | 7  | +4 |
| Club Bruges           | 8  | 6 | 2 | 2 | 2 | 8  | 10 | -2 |
| Zenit Sant Petersburg | 1  | 6 | 0 | 1 | 5 | 4  | 13 | -9 |

| Equip 1               | Marcador | Equip 2               |
| 1a dia                | 1a dia   | 1a dia                |
| --------------------- | -------- | --------------------- |
| Zenit Sant Petersburg | 1 - 2    | Club Bruges           |
| Lazio                 | 3 - 1    | Borussia Dortmund     |
| 2ª dia                |          |                       |
| Borussia Dortmund     | 2 - 0    | Zenit Sant Petersburg |
| Club Bruges           | 1 - 1    | Lazio                 |
| 3ª dia                |          |                       |
| Zenit Sant Petersburg | 1 - 1    | Lazio                 |
| Club Bruges           | 0 - 3    | Borussia Dortmund     |
| 4ª dia                |          |                       |
| Lazio                 | 3 - 1    | Zenit Sant Petersburg |
| Borussia Dortmund     | 3 - 0    | Club Bruges           |
| 5ª dia                |          |                       |
| Borussia Dortmund     | 1 - 1    | Lazio                 |
| Club Bruges           | 3 - 0    | Zenit Sant Petersburg |
| 6ª dia                |          |                       |
| Zenit Sant Petersburg | 1 - 2    | Borussia Dortmund     |
| Lazio                 | 2 - 2    | Club Bruges           |

### Grup G
| Equip        | Pt | J | V | D | P | GM | GC | DG  |
| ------------ | -- | - | - | - | - | -- | -- | --- |
| Juventus FC  | 15 | 6 | 5 | 0 | 1 | 14 | 4  | +10 |
| FC Barcelona | 15 | 6 | 5 | 0 | 1 | 16 | 5  | +11 |
| Dinamo Kíev  | 4  | 6 | 1 | 1 | 4 | 4  | 13 | -9  |
| Ferencvárosi | 1  | 6 | 0 | 1 | 5 | 5  | 17 | -12 |

| Equip 1      | Marcador | Equip 2      |
| 1a dia       | 1a dia   | 1a dia       |
| ------------ | -------- | ------------ |
| Dinamo Kíev  | 0 - 2    | Juventus FC  |
| FC Barcelona | 5 - 1    | Ferencvárosi |
| 2ª dia       |          |              |
| Juventus FC  | 0 - 2    | FC Barcelona |
| Ferencvárosi | 2 - 2    | Dinamo Kíev  |
| 3ª dia       |          |              |
| FC Barcelona | 2 - 1    | Dinamo Kíev  |
| Ferencvárosi | 1 - 4    | Juventus FC  |
| 4ª dia       |          |              |
| Dinamo Kíev  | 0 - 4    | FC Barcelona |
| Juventus FC  | 2 - 1    | Ferencvárosi |
| 5ª dia       |          |              |
| Juventus FC  | 3 - 0    | Dinamo Kíev  |
| Ferencvárosi | 0 - 3    | FC Barcelona |
| 6ª dia       |          |              |
| FC Barcelona | 0 - 3    | Juventus FC  |
| Dinamo Kíev  | 1 - 0    | Ferencvárosi |

### Grup H
| Equip                | Pt | J | V | D | P | GM | GC | DG  |
| -------------------- | -- | - | - | - | - | -- | -- | --- |
| Paris Saint-Germain  | 12 | 6 | 4 | 0 | 2 | 13 | 6  | +7  |
| RB Leipzig           | 12 | 6 | 4 | 0 | 2 | 11 | 12 | -1  |
| Manchester United FC | 9  | 6 | 3 | 0 | 3 | 15 | 10 | +5  |
| İstanbul Başakşehir  | 3  | 6 | 1 | 0 | 5 | 7  | 18 | -11 |

| Equip 1              | Marcador | Equip 2              |
| 1a dia               | 1a dia   | 1a dia               |
| -------------------- | -------- | -------------------- |
| Paris Saint-Germain  | 1 - 2    | Manchester United FC |
| RB Leipzig           | 2 - 0    | İstanbul Başakşehir  |
| 2ª dia               |          |                      |
| İstanbul Başakşehir  | 0 - 2    | Paris Saint-Germain  |
| Manchester United FC | 5 - 0    | RB Leipzig           |
| 3ª dia               |          |                      |
| İstanbul Başakşehir  | 2 - 1    | Manchester United FC |
| RB Leipzig           | 2 - 1    | Paris Saint-Germain  |
| 4ª dia               |          |                      |
| Manchester United FC | 4 - 1    | İstanbul Başakşehir  |
| Paris Saint-Germain  | 1 - 0    | RB Leipzig           |
| 5ª dia               |          |                      |
| İstanbul Başakşehir  | 3 - 4    | RB Leipzig           |
| Manchester United FC | 1 - 3    | Paris Saint-Germain  |
| 6ª dia               |          |                      |
| Paris Saint-Germain  | 5 - 1    | İstanbul Başakşehir  |
| RB Leipzig           | 3 - 2    | Manchester United FC |

## Fase final
La fase final de la competició es disputa en eliminatòries a doble partit, llevat la final, jugada a partit únic. A les eliminatòries a doble partit regeix la regla del gol de visitant, que determina que l'equip que hagi marcat més gols com a visitant guanya l'eliminatòria si hi ha empat en la diferència de gols. En cas d'estar l'eliminatòria empatada després dels 180 minuts d'ambdós partits es disputa una pròrroga de 30 minuts, i si aquesta acaba sense gols l'eliminatòria es decidirà en una tanda de penals.
El mecanisme del sorteig de les eliminatòries és aquest:
- Al sorteig de la ronda de vuitens, els vuit guanyadors de cada grup són caps de sèrie, i juguen contra els segons classificats (el partit de tornada es juga al camp del cap de sèrie). Els equips del mateix grup o de la mateixa federació no poden enfrontar-se entre si.
- Al sorteig dels quarts de final en endavant no hi ha caps de sèrie, ni condicionants a l'hora d'establir els enfrontaments.

### Quadre
|  | Vuitens de final         | Vuitens de final    | Vuitens de final | Vuitens de final |                     |                 | Quarts de final | Quarts de final | Quarts de final | Quarts de final |  |  | Semifinals | Semifinals | Semifinals | Semifinals |  |  | Final | Final | Final | Final |
|  |                          |                     |                  |                  |                     |                 |                 |                 |                 |                 |  |  |            |            |            |            |  |  |       |       |       |       |
|  |                          |                     |                  |                  |                     |                 |                 |                 |                 |                 |  |  |            |            |            |            |  |  |       |       |       |       |
|  |                          |                     |                  |                  |                     |                 |                 |                 |                 |                 |  |  |            |            |            |            |  |  |       |       |       |       |
|  | Lazio                    | 1                   | 1                | 2                |                     |                 |                 |                 |                 |                 |  |  |            |            |            |            |  |  |       |       |       |       |
|  | Lazio                    | 1                   | 1                | 2                |                     |                 |                 |                 |                 |                 |  |  |            |            |            |            |  |  |       |       |       |       |
|  | Bayern de Múnic          | 4                   | 2                | 6                |                     |                 |                 |                 |                 |                 |  |  |            |            |            |            |  |  |       |       |       |       |
|  | Bayern de Múnic          | 4                   | 2                | 6                | Bayern de Múnic     | 2               | 1               | 3               |                 |                 |  |  |            |            |            |            |  |  |       |       |       |       |
|  |                          |                     |                  |                  | Bayern de Múnic     | 2               | 1               | 3               |                 |                 |  |  |            |            |            |            |  |  |       |       |       |       |
|  |                          | Paris Saint-Germain | 3                | 0                | 3                   |                 |                 |                 |                 |                 |  |  |            |            |            |            |  |  |       |       |       |       |
|  | FC Barcelona             | Paris Saint-Germain | 3                | 0                | 3                   | 1               | 1               | 2               |                 |                 |  |  |            |            |            |            |  |  |       |       |       |       |
|  | FC Barcelona             |                     |                  |                  |                     | 1               | 1               | 2               |                 |                 |  |  |            |            |            |            |  |  |       |       |       |       |
|  | Paris Saint-Germain      | 4                   | 1                | 5                |                     |                 |                 |                 |                 |                 |  |  |            |            |            |            |  |  |       |       |       |       |
|  | Paris Saint-Germain      | 4                   | 1                | 5                | Paris Saint-Germain | 1               | 0               | 1               |                 |                 |  |  |            |            |            |            |  |  |       |       |       |       |
|  |                          |                     |                  |                  | Paris Saint-Germain | 1               | 0               | 1               |                 |                 |  |  |            |            |            |            |  |  |       |       |       |       |
|  |                          | Manchester City     | 2                | 2                | 4                   |                 |                 |                 |                 |                 |  |  |            |            |            |            |  |  |       |       |       |       |
|  | Borussia Mönchengladbach | Manchester City     | 2                | 2                | 4                   | 0               | 0               | 0               |                 |                 |  |  |            |            |            |            |  |  |       |       |       |       |
|  | Borussia Mönchengladbach |                     |                  |                  |                     | 0               | 0               | 0               |                 |                 |  |  |            |            |            |            |  |  |       |       |       |       |
|  | Manchester City          | 2                   | 2                | 4                |                     |                 |                 |                 |                 |                 |  |  |            |            |            |            |  |  |       |       |       |       |
|  | Manchester City          | 2                   | 2                | 4                | Manchester City     | 2               | 2               | 4               |                 |                 |  |  |            |            |            |            |  |  |       |       |       |       |
|  |                          |                     |                  |                  | Manchester City     | 2               | 2               | 4               |                 |                 |  |  |            |            |            |            |  |  |       |       |       |       |
|  |                          | Borussia Dortmund   | 1                | 1                | 2                   |                 |                 |                 |                 |                 |  |  |            |            |            |            |  |  |       |       |       |       |
|  | Sevilla                  | Borussia Dortmund   | 1                | 1                | 2                   | 2               | 2               | 4               |                 |                 |  |  |            |            |            |            |  |  |       |       |       |       |
|  | Sevilla                  |                     |                  |                  |                     | 2               | 2               | 4               |                 |                 |  |  |            |            |            |            |  |  |       |       |       |       |
|  | Borussia Dortmund        | 3                   | 2                | 5                |                     |                 |                 |                 |                 |                 |  |  |            |            |            |            |  |  |       |       |       |       |
|  | Borussia Dortmund        | 3                   | 2                | 5                | Manchester City     | Manchester City | Manchester City | 0               |                 |                 |  |  |            |            |            |            |  |  |       |       |       |       |
|  |                          |                     |                  |                  | Manchester City     | Manchester City | Manchester City | 0               |                 |                 |  |  |            |            |            |            |  |  |       |       |       |       |
|  |                          | Chelsea FC          | Chelsea FC       | Chelsea FC       | 1                   |                 |                 |                 |                 |                 |  |  |            |            |            |            |  |  |       |       |       |       |
|  | Atalanta                 | Chelsea FC          | Chelsea FC       | Chelsea FC       | 1                   | 0               | 1               | 1               |                 |                 |  |  |            |            |            |            |  |  |       |       |       |       |
|  | Atalanta                 |                     |                  |                  |                     | 0               | 1               | 1               |                 |                 |  |  |            |            |            |            |  |  |       |       |       |       |
|  | Reial Madrid             | 1                   | 3                | 4                |                     |                 |                 |                 |                 |                 |  |  |            |            |            |            |  |  |       |       |       |       |
|  | Reial Madrid             | 1                   | 3                | 4                | Reial Madrid        | 3               | 0               | 3               |                 |                 |  |  |            |            |            |            |  |  |       |       |       |       |
|  |                          |                     |                  |                  | Reial Madrid        | 3               | 0               | 3               |                 |                 |  |  |            |            |            |            |  |  |       |       |       |       |
|  |                          | Liverpool           | 1                | 0                | 1                   |                 |                 |                 |                 |                 |  |  |            |            |            |            |  |  |       |       |       |       |
|  | RB Leipzig               | Liverpool           | 1                | 0                | 1                   | 0               | 0               | 0               |                 |                 |  |  |            |            |            |            |  |  |       |       |       |       |
|  | RB Leipzig               |                     |                  |                  |                     | 0               | 0               | 0               |                 |                 |  |  |            |            |            |            |  |  |       |       |       |       |
|  | Liverpool                | 2                   | 2                | 4                |                     |                 |                 |                 |                 |                 |  |  |            |            |            |            |  |  |       |       |       |       |
|  | Liverpool                | 2                   | 2                | 4                | Reial Madrid        | 1               | 0               | 1               |                 |                 |  |  |            |            |            |            |  |  |       |       |       |       |
|  |                          |                     |                  |                  | Reial Madrid        | 1               | 0               | 1               |                 |                 |  |  |            |            |            |            |  |  |       |       |       |       |
|  |                          | Chelsea FC          | 1                | 2                | 3                   |                 |                 |                 |                 |                 |  |  |            |            |            |            |  |  |       |       |       |       |
|  | Porto                    | Chelsea FC          | 1                | 2                | 3                   | 2               | 2               | 4               |                 |                 |  |  |            |            |            |            |  |  |       |       |       |       |
|  | Porto                    |                     |                  |                  |                     | 2               | 2               | 4               |                 |                 |  |  |            |            |            |            |  |  |       |       |       |       |
|  | Juventus FC              | 1                   | 3                | 4                |                     |                 |                 |                 |                 |                 |  |  |            |            |            |            |  |  |       |       |       |       |
|  | Juventus FC              | 1                   | 3                | 4                | Porto               | 0               | 1               | 1               |                 |                 |  |  |            |            |            |            |  |  |       |       |       |       |
|  |                          |                     |                  |                  | Porto               | 0               | 1               | 1               |                 |                 |  |  |            |            |            |            |  |  |       |       |       |       |
|  |                          | Chelsea FC          | 2                | 0                | 2                   |                 |                 |                 |                 |                 |  |  |            |            |            |            |  |  |       |       |       |       |
|  | Chelsea FC               | Chelsea FC          | 2                | 0                | 2                   | 2               | 1               | 3               |                 |                 |  |  |            |            |            |            |  |  |       |       |       |       |
|  | Chelsea FC               |                     |                  |                  |                     | 2               | 1               | 3               |                 |                 |  |  |            |            |            |            |  |  |       |       |       |       |
|  | Atlètic de Madrid        | 0                   | 0                | 0                |                     |                 |                 |                 |                 |                 |  |  |            |            |            |            |  |  |       |       |       |       |
|  | Atlètic de Madrid        | 0                   | 0                | 0                |                     |                 |                 |                 |                 |                 |  |  |            |            |            |            |  |  |       |       |       |       |

### Equips classificats
| Grup | Campions de grup    | Segons classificats      |
| ---- | ------------------- | ------------------------ |
| A    | Bayern de Múnic     | Atlètic de Madrid        |
| B    | Reial Madrid        | Borussia Mönchengladbach |
| C    | Manchester City     | Porto                    |
| D    | Liverpool           | Atalanta                 |
| E    | Chelsea FC          | Sevilla                  |
| F    | Borussia Dortmund   | Lazio                    |
| G    | Juventus FC         | FC Barcelona             |
| H    | Paris Saint-Germain | RB Leipzig               |

### Vuitens de final
| Equip 1                  | Global       | Equip 2             | Anada | Tornada    |
| ------------------------ | ------------ | ------------------- | ----- | ---------- |
| Borussia Mönchengladbach | 0-4          | Manchester City     | 0-2   | 0-2        |
| Lazio                    | 2-6          | Bayern de Múnic     | 1-4   | 1-2        |
| Atlètic Madrid           | 0-3          | Chelsea FC          | 0-1   | 0-2        |
| RB Leipzig               | 0-4          | Liverpool           | 0-2   | 0-2        |
| Porto                    | 4-4 (g.c.c.) | Juventus FC         | 2-1   | 2-3 (prò.) |
| FC Barcelona             | 2-5          | Paris Saint-Germain | 1-4   | 1-1        |
| Sevilla                  | 4-5          | Borussia Dortmund   | 2-3   | 2-2        |
| Atalanta                 | 1-4          | Reial Madrid        | 0-1   | 1-3        |

#### Partits
| Borussia Mönchengladbach | 0–2     | Manchester City       |
| ------------------------ | ------- | --------------------- |
|                          | Informe | 29' Silva · 65' Jesus |

| Manchester City              | 2–0     | Borussia Mönchengladbach |
| ---------------------------- | ------- | ------------------------ |
| De Bruyne 12' · Gündoğan 18' | Informe |                          |

Manchester City es classifica per 4-0 en total.
| Lazio      | 1–4     | Bayern de Múnic                                             |
| ---------- | ------- | ----------------------------------------------------------- |
| Correa 49' | Informe | 9' Lewandowski · 24' Musiala · 42' Sané · 47' (p.p.) Acerbi |

| Bayern de Múnic                          | 2–1     | Lazio      |
| ---------------------------------------- | ------- | ---------- |
| Lewandowski 33' (p.) · Choupo-Moting 73' | Informe | 82' Parolo |

Bayern de Múnic es classifica per 6-2 en total.
| Atlètic Madrid | 0–1     | Chelsea FC |
| -------------- | ------- | ---------- |
|                | Informe | 68' Giroud |

| Chelsea FC                 | 2–0     | Atlètic Madrid |
| -------------------------- | ------- | -------------- |
| Ziyech 34' · Emerson 90+4' | Informe |                |

Chelsea es classifica per 3–0 en total.
| RB Leipzig | 0–2     | Liverpool            |
| ---------- | ------- | -------------------- |
|            | Informe | 53' Salah · 58' Mané |

| Liverpool            | 2–0     | RB Leipzig |
| -------------------- | ------- | ---------- |
| Salah 70' · Mané 74' | Informe |            |

Liverpool classifica per 4–0 en total.
| Porto                  | 2–1     | Juventus FC |
| ---------------------- | ------- | ----------- |
| Taremi 2' · Marega 46' | Informe | 82' Chiesa  |

| Juventus FC                   | 3–2     | Porto                   |
| ----------------------------- | ------- | ----------------------- |
| Chiesa 49', 63' · Rabiot 117' | Informe | 19' (p.), 115' Oliveira |

L'eliminatòria acaba 4 a 4, però Porto es classifica pels gols en camp contrari.
| FC Barcelona   | 1–4     | Paris Saint-Germain             |
| -------------- | ------- | ------------------------------- |
| Messi 27' (p.) | Informe | 32', 65', 85' Mbappé · 70' Kean |

| Paris Saint-Germain | 1–1     | FC Barcelona |
| ------------------- | ------- | ------------ |
| Mbappé 30' (p.)     | Informe | 37' Messi    |

Paris Saint-Germain es classifica per 5–2 en total.
| Sevilla                  | 2–3     | Borussia Dortmund            |
| ------------------------ | ------- | ---------------------------- |
| Suso 7' · L. De Jong 84' | Informe | 19' Dahoud · 27', 43' Håland |

| Borussia Dortmund    | 2–2     | Sevilla                   |
| -------------------- | ------- | ------------------------- |
| Håland 35', 54' (p.) | Informe | 68' (p.), 90+6' En-Nesyri |

Borussia Dortmund es classifica per 5–4 en total.
| Atalanta | 0–1     | Reial Madrid |
| -------- | ------- | ------------ |
|          | Informe | 86' Mendy    |

| Reial Madrid                               | 3–1     | Atalanta   |
| ------------------------------------------ | ------- | ---------- |
| Benzema 34' · Ramos 60' (p.) · Asensio 85' | Informe | 83' Muriel |

Reial Madrid es classifica per 4–1 en total.

### Quarts de final
| Equip 1         | Global       | Equip 2             | Anada | Tornada |
| --------------- | ------------ | ------------------- | ----- | ------- |
| Manchester City | 4-2          | Borussia Dortmund   | 2-1   | 2-1     |
| Porto           | 1-2          | Chelsea FC          | 0-2   | 1-0     |
| Bayern de Múnic | 3-3 (g.c.c.) | Paris Saint-Germain | 2-3   | 1-0     |
| Reial Madrid    | 3-1          | Liverpool           | 3-1   | 0-0     |

#### Partits
| Manchester City           | 2–1     | Borussia Dortmund |
| ------------------------- | ------- | ----------------- |
| De Bruyne 19' · Foden 90' | Informe | 84' Reus          |

| Borussia Dortmund | 1–2     | Manchester City             |
| ----------------- | ------- | --------------------------- |
| Bellingham 15'    | Informe | 55' (p.) Mahrez · 75' Foden |

Manchester City es classifica per 4–2 en total.
| Porto | 0–2     | Chelsea FC               |
| ----- | ------- | ------------------------ |
|       | Informe | 32' Mount · 85' Chilwell |

| Chelsea FC | 0–1     | Porto        |
| ---------- | ------- | ------------ |
|            | Informe | 90+4' Taremi |

Chelsea es classifica per 2–1 en total.
| Bayern de Múnic                | 2–3     | Paris Saint-Germain             |
| ------------------------------ | ------- | ------------------------------- |
| Choupo-Moting 37' · Müller 60' | Informe | 3', 68' Mbappé · 28' Marquinhos |

| Paris Saint-Germain | 0–1     | Bayern de Múnic   |
| ------------------- | ------- | ----------------- |
|                     | Informe | 40' Choupo-Moting |

L'eliminatòria acaba 3 a 3, però Paris Saint-Germain es classifica pels gols en camp contrari.
| Reial Madrid                        | 3–1     | Liverpool |
| ----------------------------------- | ------- | --------- |
| Vinícius Jr. 27', 65' · Asensio 36' | Informe | 51' Salah |

| Liverpool | 0–0     | Reial Madrid |
| --------- | ------- | ------------ |
|           | Informe |              |

Reial Madrid es classifica per 3–1 en total.

### Semifinals
| Equip 1             | Global | Equip 2         | Anada | Tornada |
| ------------------- | ------ | --------------- | ----- | ------- |
| Paris Saint-Germain | 1-4    | Manchester City | 1-2   | 0-2     |
| Reial Madrid        | 1-3    | Chelsea FC      | 1-1   | 0-2     |

#### Partits
| Paris Saint-Germain | 1–2     | Manchester City            |
| ------------------- | ------- | -------------------------- |
| Marquinhos 15'      | Informe | 64' De Bruyne · 71' Mahrez |

| Manchester City | 2–0     | Paris Saint-Germain |
| --------------- | ------- | ------------------- |
| Mahrez 11', 63' | Informe |                     |

Manchester City es classifica per 4–1 en total.
| Reial Madrid | 1–1     | Chelsea FC  |
| ------------ | ------- | ----------- |
| Benzema 29'  | Informe | 14' Pulisic |

| Chelsea FC             | 2–0     | Reial Madrid |
| ---------------------- | ------- | ------------ |
| Werner 28' · Mount 85' | Informe |              |

Chelsea es classifica per 3–1 en total.

### Final
La final es disputà el 29 de maig del 2021 a l'Estádio do Dragão de Porto.
| Manchester City | 0–1     | Chelsea FC  |
| --------------- | ------- | ----------- |
|                 | Informe | 42' Havertz |

| Manchester City | Chelsea |

| POR           | 31 | Ederson                  |     |     |
| DEF           | 2  | Kyle Walker              |     |     |
| DEF           | 5  | John Stones              |     |     |
| DEF           | 3  | Rúben Dias               |     |     |
| DEF           | 11 | Oleksandr Zinchenko      |     |     |
| CEN           | 20 | Bernardo Silva           |     | 64' |
| CEN           | 8  | İlkay Gündoğan           | 35' |     |
| CEN           | 47 | Phil Foden               |     |     |
| CEN           | 17 | Kevin De Bruyne (capità) |     | 60' |
| DAV           | 26 | Riyad Mahrez             |     |     |
| DAV           | 7  | Raheem Sterling          |     | 77' |
| Substituts:   |    |                          |     |     |
| POR           | 13 | Zack Steffen             |     |     |
| POR           | 33 | Scott Carson             |     |     |
| DEF           | 6  | Nathan Aké               |     |     |
| DEF           | 14 | Aymeric Laporte          |     |     |
| DEF           | 22 | Benjamin Mendy           |     |     |
| DEF           | 27 | João Cancelo             |     |     |
| DEF           | 50 | Eric García              |     |     |
| CEN           | 16 | Rodri                    |     |     |
| CEN           | 25 | Fernandinho              |     | 64' |
| DAV           | 9  | Gabriel Jesus            | 88' | 60' |
| DAV           | 10 | Sergio Agüero            |     | 77' |
| DAV           | 21 | Ferran Torres            |     |     |
| Entrenador:   |    |                          |     |     |
| Pep Guardiola |    |                          |     |     |

| POR           | 16 | Edouard Mendy              |     |     |
| DEF           | 28 | César Azpilicueta (capità) |     |     |
| DEF           | 6  | Thiago Silva               |     | 39' |
| DEF           | 2  | Antonio Rüdiger            | 57' |     |
| DEF           | 24 | Reece James                |     |     |
| DEF           | 21 | Ben Chilwell               |     |     |
| CEN           | 5  | Jorginho                   |     |     |
| CEN           | 7  | N'Golo Kanté               |     |     |
| DAV           | 29 | Kai Havertz                |     |     |
| DAV           | 19 | Mason Mount                |     | 80' |
| DAV           | 11 | Timo Werner                |     | 66' |
| Substituts:   |    |                            |     |     |
| POR           | 1  | Kepa Arrizabalaga          |     |     |
| POR           | 13 | Willy Caballero            |     |     |
| DEF           | 3  | Marcos Alonso              |     |     |
| DEF           | 4  | Andreas Christensen        |     | 39' |
| DEF           | 15 | Kurt Zouma                 |     |     |
| DEF           | 33 | Emerson                    |     |     |
| CEN           | 10 | Christian Pulisic          |     | 66' |
| CEN           | 17 | Mateo Kovačić              |     | 80' |
| CEN           | 20 | Callum Hudson-Odoi         |     |     |
| CEN           | 22 | Hakim Ziyech               |     |     |
| CEN           | 23 | Billy Gilmour              |     |     |
| DAV           | 18 | Olivier Giroud             |     |     |
| Entrenador:   |    |                            |     |     |
| Thomas Tuchel |    |                            |     |     |

|                            |
|                            |
|                            |
| Campió Chelsea FC 2n títol |